# Paolo Fantin
Paolo Fantin (geboren 1981 in Castelfranco Veneto) ist ein italienischer Bühnenbildner, der seit 2005 kontinuierlich mit dem Regisseur Damiano Michieletto zusammen arbeitet.

## Leben
Fantin studierte Bühnenbild am Istituto Statale d’Arte in Venedig. Im Februar 2004 erhielt er sein Diplom an der Accademia di belle arti di Venezia. Seit er im folgenden Jahr mit dem jungen Regisseur Damiano Michieletto am Internationalen Wettbewerb für Regie und Bühnengestaltung „Ring Award“ in Graz teilnahm (und die beiden dort mit Le nozze di Figaro das Finale erreichten), arbeiten beide Künstler eng und kontinuierlich zusammen.
Gemeinsam erarbeiteten Michieletto und Fantin Brittens Kinderoper The Little Sweep (beim Luglio Musicale Trapanese in Sizilien), das Theaterstück Il Friuli von Pier Paolo Pasolini und die Uraufführung der Oper La bella e la bestia von  Marco Tutino (in Modena). Es folgten Nino Rotas Il cappello di paglia di Firenze (in Genua), die italienische Erstaufführung von Michael Daughertys Jackie O beim Lugo Opera Festival, zwei spektakuläre Erfolge mit  La gazza ladra und Sigismondo beim Rossini Opera Festival Pesaro und schließlich ein ebenso erfolgreicher Sigismondo am Teatro Regio di Torino.
Eine enge Zusammenarbeit über viele Jahre verband die beiden Künstler mit dem Teatro La Fenice, wo sie unter anderem die drei Da-Ponte-Opern Mozarts in Szene setzten, und mit dem Opernhaus Zürich, wo sie 2008 auf Einladung von Alexander Pereira erstmals im deutschsprachigen Raum arbeiteten. In Zürich entstanden Modellinszenierungen von Lucia di Lammermoor, Il corsaro, Luisa Miller und Poliuto. Für Don Giovanni und Sigismondo erhielt Paolo Fantin gemeinsam mit der Bühnenbildnerin Carla Teti, die bereits seit 2004 mit Michieletto zusammen arbeitet, den renommierten Premio Franco Abbiati 2011 für bestes Bühnenbild und beste Kostüme. 
Die internationale Karriere des Teams Michieletto/Fantin setzte sich fort in Valencia, am Grand Théâtre de Genève und in Tokio. Schließlich debütierten Michieletto, Fantin und Teti gemeinsam im Sommer 2012 in einer hochkarätig besetzten La Bohème bei den Salzburger Festspielen, es sangen Piotr Beczała, Anna Netrebko, Massimo Cavalletti und Nino Machaidze. Zu dritt kehrten sie 2013 für Giuseppe Verdis Falstaff nach Salzburg zurück und zu zweit – nunmehr mit dem Kostümbildner Agostino Cavalca – 2014 für Gioachino Rossinis La Cenerentola. Eingeladen wurden sie erneut von Pereira, der von 2012 bis 2014 als Intendant der Salzburger Festspiele fungierte. 
Im Herbst 2012 folgte Puccinis Trittico am Theater an der Wien, eine Produktion, die in der Folge auch an Det Kongelige Teater København gezeigt wurde. 2013 arbeiteten beide Künstler erstmals an der Scala di Milano, man gab Un ballo in maschera von Giuseppe Verdi. Es folgte ein von Publikum und Kritik bejubelter Idomeneo im Theater an der Wien. In der Spielzeit 2014/15 debütieren Regisseur und Bühnenbildner an De Nederlandse Opera in Amsterdam und am Royal Opera House Covent Garden in London, jeweils mit einer Rossini-Oper.

## Bühnenbilder für Michieletto-Inszenierungen (Auswahl)
- 2004 Il trionfo delle belle von Stefano Pavesi – Rossini Opera Festival Pesaro
- 2005 La bella e la bestia von Marco Tutino (Uraufführung) – Modena
- 2006 Il dissoluto punito von Ramón Carnicer – Mozart-Festival La Coruña, Rossini Opera Festival Pesaro
- 2007 La gazza ladra – Rossini Opera Festival Pesaro
- 2008 Lucia di Lammermoor – Opernhaus Zürich
- 2009 Aida – Triest
- 2009 Roméo et Juliette – Teatro La Fenice, Venedig, danach auch in Triest und Verona
- 2009 Il barbiere di Siviglia – Firenze, Ravenna, Reggio Emilia
- 2009 Il corsaro – Opernhaus Zürich
- 2010 Luisa Miller – Opernhaus Zürich
- 2010 Don Giovanni – La Fenice
- 2010 Madama Butterfly – Turin
- 2011 Le nozze di Figaro – La Fenice
- 2011 L’elisir d’amore – Palau de les Arts Reina Sofía (Valencia)
- 2011 The Greek Passion – Palermo
- 2011 Così fan tutte – NNTT Tokyo
- 2012 Così fan tutte – La Fenice
- 2012 Poliuto – Opernhaus Zürich
- 2012 La Bohème – Salzburger Festspiele
- 2012 Il trittico – Theater an der Wien, Det Kongelige Teater København
- 2013 Un ballo in maschera – Teatro alla Scala di Milano, Teatro Comunale di Bologna
- 2013 Falstaff – Salzburger Festspiele
- 2013 Idomeneo – Theater an der Wien
- 2014 The Rake’s Progress – Opernhaus Leipzig
- 2014 La Cenerentola – Salzburger Pfingstfestspiele und Salzburger Festspiele
- 2016 Aquagranda von Filippo Perocco – La Fenice

## Auszeichnung
- 2011 Kritikerpreis Premio Abbiati